# Яматокорияма
Яматокорияма (на японски: 大和郡山市, по английската Система на Хепбърн Yamatokoriyama-shi, Яматокориама-ши) е град в префектура Нара, Япония. Население 93 462 души (2003), обща площ 42,68 km², средна гъстота на населението 189,83 km². Градът е създаден на 1 януари 1954 г. след обединение на четири града Ята, Шова, Хеива и Харумичи.

## Побратимени градове
- Кофу, Япония